# Quadrastichus nigrinotatus
Quadrastichus nigrinotatus är en stekelart som beskrevs av Girault 1913. Quadrastichus nigrinotatus ingår i släktet Quadrastichus och familjen finglanssteklar. Inga underarter finns listade i Catalogue of Life.